# Frankie Dettori
Lanfranco "Frankie" Dettori, MBE, född 15 december 1970 i Milano, är en italiensk jockey. 

## Biografi
Dettori är son till den italienska jockeyn Gianfranco Dettori, som har vunnit många segrar i Italien. Han har sin bas i Storbritannien, och har tagit mer än 500 segrar i grupplöp. Han har beskrivits av Lester Piggott som den bästa nu aktiva jockeyn.
Dettori hade ett långt samarbete med Godolphin Racing, och var stallets förstejockey fram till 2012. Han har tagit de flesta av sina större segrar med stallets uppsittningar. Han är numera verksam som frilansjockey. Den 5 december 2012 dömdes Dettori till sex månaders avstängning, efter att ha tagit en förbjuden substans som tros varit kokain. Under avstängningen deltog han i den brittiska realityserien Celebrity Big Brother.

## Större segrar i urval
| År   | Lopp                                      | Häst               | Tränare            | Grupp   |
| ---- | ----------------------------------------- | ------------------ | ------------------ | ------- |
| 1989 | Diadem Stakes                             | Chummy's Favourite | Neville Callaghan  | Grupp 3 |
| 1995 | St Leger Stakes                           | Classic Cliche     | Saeed bin Suroor   | Grupp 1 |
| 1995 | King George VI and Queen Elizabeth Stakes | Lammtarra          | Saeed bin Suroor   | Grupp 1 |
| 1995 | Prix de l'Arc de Triomphe                 | Lammtarra          | Saeed bin Suroor   | Grupp 1 |
| 1996 | 2000 Guineas Stakes                       | Mark of Esteem     | Saeed bin Suroor   | Grupp 1 |
| 1996 | St Leger Stakes                           | Shantou            | John Gosden        | Grupp 1 |
| 1996 | Diadem Stakes                             | Diffident          | Saeed bin Suroor   | Grupp 2 |
| 1998 | 1000 Guineas Stakes                       | Cape Verdi         | Saeed bin Suroor   | Grupp 1 |
| 1998 | King George VI and Queen Elizabeth Stakes | Swain              | Saeed bin Suroor   | Grupp 1 |
| 1999 | 2000 Guineas Stakes                       | Island Sands       | Saeed bin Suroor   | Grupp 1 |
| 1999 | King George VI and Queen Elizabeth Stakes | Daylami            | Saeed bin Suroor   | Grupp 1 |
| 1999 | Breeders' Cup Turf                        | Daylami            | Saeed bin Suroor   | Grupp 1 |
| 2000 | Dubai World Cup                           | Dubai Millennium   | Saeed bin Suroor   | Grupp 1 |
| 2000 | Diadem Stakes                             | Sampower Star      | Saeed bin Suroor   | Grupp 2 |
| 2001 | Prix de l'Arc de Triomphe                 | Sakhee             | Saeed bin Suroor   | Grupp 1 |
| 2001 | Breeders' Cup Turf                        | Fantastic Light    | Saeed bin Suroor   | Grupp 1 |
| 2002 | 1000 Guineas Stakes                       | Kazzia             | Saeed bin Suroor   | Grupp 1 |
| 2002 | Prix de l'Arc de Triomphe                 | Marienbard         | Saeed bin Suroor   | Grupp 1 |
| 2003 | Dubai World Cup                           | Moon Ballad        | Saeed bin Suroor   | Grupp 1 |
| 2003 | Diadem Stakes                             | Acclamation        | Gerald Cottrell    | Grupp 2 |
| 2004 | King George VI and Queen Elizabeth Stakes | Doyen              | Saeed bin Suroor   | Grupp 1 |
| 2005 | St Leger Stakes                           | Scorpion           | Aidan O'Brien      | Grupp 1 |
| 2006 | Dubai World Cup                           | Electrocutionist   | Saeed bin Suroor   | Grupp 1 |
| 2006 | St Leger Stakes                           | Sixties Icon       | Jeremy Noseda      | Grupp 1 |
| 2008 | St Leger Stakes                           | Conduit            | Sir Michael Stoute | Grupp 1 |
| 2011 | Dubai Sheema Classic                      | Rewilding          | Mahmood al Zarooni | Grupp 1 |
| 2015 | Prix de l'Arc de Triomphe                 | Golden Horn        | John Gosden        | Grupp 1 |
| 2017 | Prix de l'Arc de Triomphe                 | Enable             | John Gosden        | Grupp 1 |
| 2018 | Prix de l'Arc de Triomphe                 | Enable             | John Gosden        | Grupp 1 |
| 2019 | St Leger Stakes                           | Logician           | John Gosden        | Grupp 1 |
| 2022 | Dubai World Cup                           | Country Grammer    | Bob Baffert        | Grupp 1 |